# 聖エリーザベトの伝説
『聖エリーザベトの伝説』（ドイツ語：Die Legende von der heiligen Elisabeth）は、フランツ・リストが作曲した3つのオラトリオのうち第1作目で、1862年に完成した作品である。この中の4曲にはピアノ連弾の編曲版がある。

## 献呈
ルートヴィヒ2世に献呈された。

## 概説
リストがオーストリアの画家モーリッツ・フォン・シュヴィント(1804-71)のフレスコ画から霊感を受け、ドイツのテューリンゲンの聖人エリーザベト（エルジェーベト）の物語を題材としたオラトリオである。ヴァイマル時代の1857-58年に作曲に取りかかり、1862年のローマ移住後に完成した。
日本での初演は1973年11月23日に行われた。
リストにとってこのオラトリオは、上演に2時間30分を要する巨大作であり、生前は、その上演回数も非常に多く、会場は常に満員であった。それは全てが慈善事業の義援金募金のためのものであったためである。1866年の5月1日、5月10日にミュンヘンでビューローの指揮で上演された。ルートヴィヒ2世は
このすばらしい芸術作品のたのしみは純粋で曇りなきものである。
との限りない賛辞を述べている。
初演は1865年8月15日にリスト自身の指揮によって行われた。当時のリストは既に神父服を身に纏って舞台に立っており、その姿が多くのスケッチとして残されている。その効果は絶大なものだったと思われる。
　

## 演奏時間
全2部、約2時間20分（各70分ずつ）

## 楽器編成
フルート3（ピッコロ1持ち替え）、オーボエ2、（2番はコーラングレ持ち替え）、クラリネット2、ファゴット2、ホルン4、トランペット3、トロンボーン3、チューバ、ティンパニ（3個）、小太鼓、大太鼓、シンバル、低音の鐘2、ハープ2、オルガン、ハルモニウム、弦五部
混声合唱、児童合唱
独唱：ソプラノ、メゾソプラノ、コントラルトもしくはバリトン、バリトン2、バス2

## 楽曲構成
前述の通り2部からなる。粗筋は聖エリーザベトの育ちから生涯の行跡を述べたもので、第1部が3つの場面に分かれ、第2部も同じく3つの場面に分かれている。

### 第1部
- 序奏

　冒頭でフルートが奏でる「第一動機」は、オラトリオ全体でライトモティーフとして重要な役割を担っている。この主題はリストによると、聖エリーザベトの祝日のために聖歌からとられた動機であるという。非常に劇的な序曲である。
- 第1曲　エリーザベトのヴァルトブルクへの到着

　ヴァルトブルクはエリーザベトが育った場所であり、教育を受けた場所でもある。ヘルマン伯爵のキスで迎えられ、自分がこれから君の父になるのだと大歓迎を受ける。ハンガリーから同伴してきた貴族たちは、礼を尽くして本人を引き渡す。ここで、「第三動機」が現れる。この動機は、ハンガリー民謡からとられたもので、第四場や第六場にも再び現れる。
- 第2曲　エリーザベトとルートヴィヒとの対面

　狩りの角笛が鳴り、エリーザベトは伯爵と共に狩りに出かける。次の場面では、有名な「バラの奇跡」が出てくる。ルートヴィヒはエリーザベトに何故そこで寂しそうな顔をしているのかと聞く。エリーザベトは自分はただあなたの家からワインを持ち出していたのだと言う。伯爵は、バラを摘んでいた、と反問。その篭を見せることをエリーザベトに要求する。そこで、エリーザベトはとっさに道に迷ってバラを摘んでいたという嘘を言う。伯爵に篭を開けさせられると、本当のバラが入っていた。
- 第3曲　十字軍の騎士

　十字軍戦士たちの勇壮な進軍歌の合唱で始まる。ルートヴィヒはエリーザベトに別れを告げ、十字軍戦士たちの合唱に送られて、潔く戦場に向かう。ここで、「第四動機」が現れる。この動機は十字軍の時代に由来するとされた古い巡礼の歌によるとされる。十字軍の行進などに使われている。

### 第2部
- 第4曲　ゾフィー方伯夫人

　ゾフィー夫人が家令に語っているところへ、息子のルートヴィヒが戦死をとげてしまったという悲しい知らせが入ってくる。エリーザベトはひどく悲しむ。そこに突如として天変地異が起こり、嵐が襲ってきてひどくなり、雷鳴電光で四方の壁が揺れ始め、空は暗雲に覆われてしまう。城の鋸壁までが崩れ落ち、城全体が焔に包まれてしまった。それは正に恐ろしい一夜であった。
- 第5曲　エリーザベト

　エリーザベトはまず生まれ故郷のハンガリーに戻って、専ら祈りと信仰の生活に入った。そこで静かに幼かりし頃の思い出に耽って懐かしみ、孤児たちの面倒をみながらの慈善事業が彼女に残された唯一の道だった。しかし、戦死したルートヴィヒはいつも心の中に一緒であった。その後、孤児たちと天使の合唱と共にエリーザベトは浄化される。突然天の厚い雲の扉が開いて、最後の目を閉じる。
ここで、「第二動機」が現れる。これは、聖エリーザベトに関するハンガリーの聖歌、ふたつの民謡旋律を使った動機で、第六場冒頭にも現れる。
- 第6曲　エリーザベトの葬儀

　このオラトリオの終曲。長い序奏に続き、バヴァリア国王フリートリヒ2世が登場して、「皆の者、家来たち諸君、このエリーザベトの墓に詣でよう。」と言って、若い十字軍戦士ルートヴィヒをたたえ、群衆の合唱が流れる。そして、我々は今、エリーザベトを墓に運ぶのだと高唱する。合唱にはさらにドイツとハンガリーの司教たちの合唱が加わって、聖エリーザベトの葬送と、オラトリオ全曲が終結するのである。